# Fritz Albert Lipmann
Fritz Albert Lipmann (Königsberg, 1899. június 12. – Poughkeepsie, New York, 1986. július 24.) német-amerikai biokémikus. 1953-ban Hans Adolf Krebsszel megosztva orvostudományi Nobel-díjban részesült a koenzim-A felfedezéséért.

## Élete
Fritz Albert Lipmann 1899. június 12-én született az akkor Németországhoz tartozó Königsbergben, zsidó családban. Apja Leopold Lipmann jogász, anyja Gertrud Lipmann (lánykori nevén Lachmanski) volt. A helyi gimnáziumban tanult és amikor szeretett nagybátyja vakbélgyulladásban meghalt, eldöntötte, hogy orvos lesz. 1917-ben kezdte tanulmányait a Königsbergi Egyetemen. 1918-ban behívták a hadseregbe és néhány hónapig, a háború végéig a front közelében katonaorvosi szolgálatot teljesített. 1919-ben Münchenben – ahol testvére is diák volt – tanult egy szemesztert, aztán visszatért Königsbergbe. Ekkoriban kezdett érdeklődni a biokémia iránt és miután 1923-ban négy hónapot egy amszterdami farmakológiai laboratóriumban töltött, az érdeklődés elkötelezettséggé változott. 1924-ben megkapta orvosi diplomáját majd néhány félévig elmélyítette kémiai tudását és 1926-ban Otto Meyerhof laboratóriumában kezdett dolgozni a berlini Kaiser-Wilhelm-Institut für Biologie-ban. 1927-ben PhD fokozatot szerzett. Az intézet ekkoriban a sejtanyagcsere kutatásában a világ élvonalában állt és számos későbbi Nobel-díjas (Otto Warburg, Hans Krebs) dolgozott itt. Lipmann 1929-ben követte Meyerhofot Heidelbergbe, akit egy új intézet vezetésével bíztak meg. 1930-ban visszatért a berlini intézetbe Albert Fischer laboratóriumába, aki szövetkultúrákon alkalmazta a biokémiai módszereket.
1931-32 között ösztöndíjjal a New York-i Rockefeller Intézetben dolgozott, ahol megállapította hogy a foszfortartalmú fehérjékben a foszfát a szerin aminosavhoz kapcsolódik. 1932-ben Fischert követve nem Németországba, hanem Koppenhágába tért vissza, ahol korábbi főnöke a Carlsberg Alapítvány által finanszírozott kutatóintézet vezetését kapta meg.
1939-ben részt vett egy New York-i konferencián, és az egyre erősödő európai háborús fenyegetés miatt egy korábbi berlini kollégája segítségével Vincent du Vigneaud laboratóriumában talált amerikai állást a Cornell Egyetemen. 1941-től a bostoni Massachusetts General Hospitalban dolgozott, előbb tudományos munkatársként, majd saját kutatócsoportot kapott. 1944-ben megkapta az amerikai állampolgárságot. 1949-ben kinevezték a Harvard Egyetem biokémiaprofesszorának. 1957-ben a Rockefeller Intézetbe távozott, ahol szintén a biokémia professzoraként kutatott és adott elő. 

## Tudományos munkássága
Fritz Lipmann a sejtanyagcsere biokémiáját kutatta. Egyik korai munkája során kimutatta, hogy az izomműködés során kreatin-foszfát bomlik le az izomsejtekben és hogy az így felszabaduló foszfát beépül az ATP-be, így gyors energiafelszabadulásra adva lehetőséget. Felfedezte, hogy a fluoridion egyik mérgező hatása abban áll, hogy gátolja a glikolízist. Koppenhágai tartózkodása idején a Pasteur-hatást (oxigén hatására az élesztősejtek leállítják az alkohol képződésével járó fermentációt) tanulmányozta. Amerikában a magas energiatartalmú foszfátvegyületeket (ATP) és sejten belüli képződésüket kutatta. Bostoni laboratóriumában fedezte fel, hogy az energiatermelés lépéseiben szerepet játszó acetilcsoport egy hordozó molekulához, a koenzim-A-hoz kapcsolódik. Később kiderült, hogy az anyag a sejt számos szintetizáló- és anyagcserefolyamatában is szerepel acetildonorként (például a citrátciklusban).
Lipmann 1953-ban – Hans A. Krebsszel megosztva – orvostudományi Nobel-díjat kapott az koenzim-A felfedezéséért.

## Családja
Fritz Lipmann 1931-ben házasodott össze Elfreda Hall divattervezővel; egy fiuk született, Steven Lipmann.
Fritz A. Lipmann 1986. július 24-én halt meg a New York állambeli Poughkeepsieben, 87 éves korában.